# 丸茂重貞
丸茂 重貞（まるも しげさだ、1916年〈大正5年〉5月29日 - 1982年〈昭和57年〉7月23日）は、日本の医師、政治家。位階は従三位、勲等は勲一等。参議院議員（4期）。環境庁長官（第7代）を歴任した。所属派閥は福田派。青嵐会の結成にも参加した。陸軍軍医大尉。

## 人物

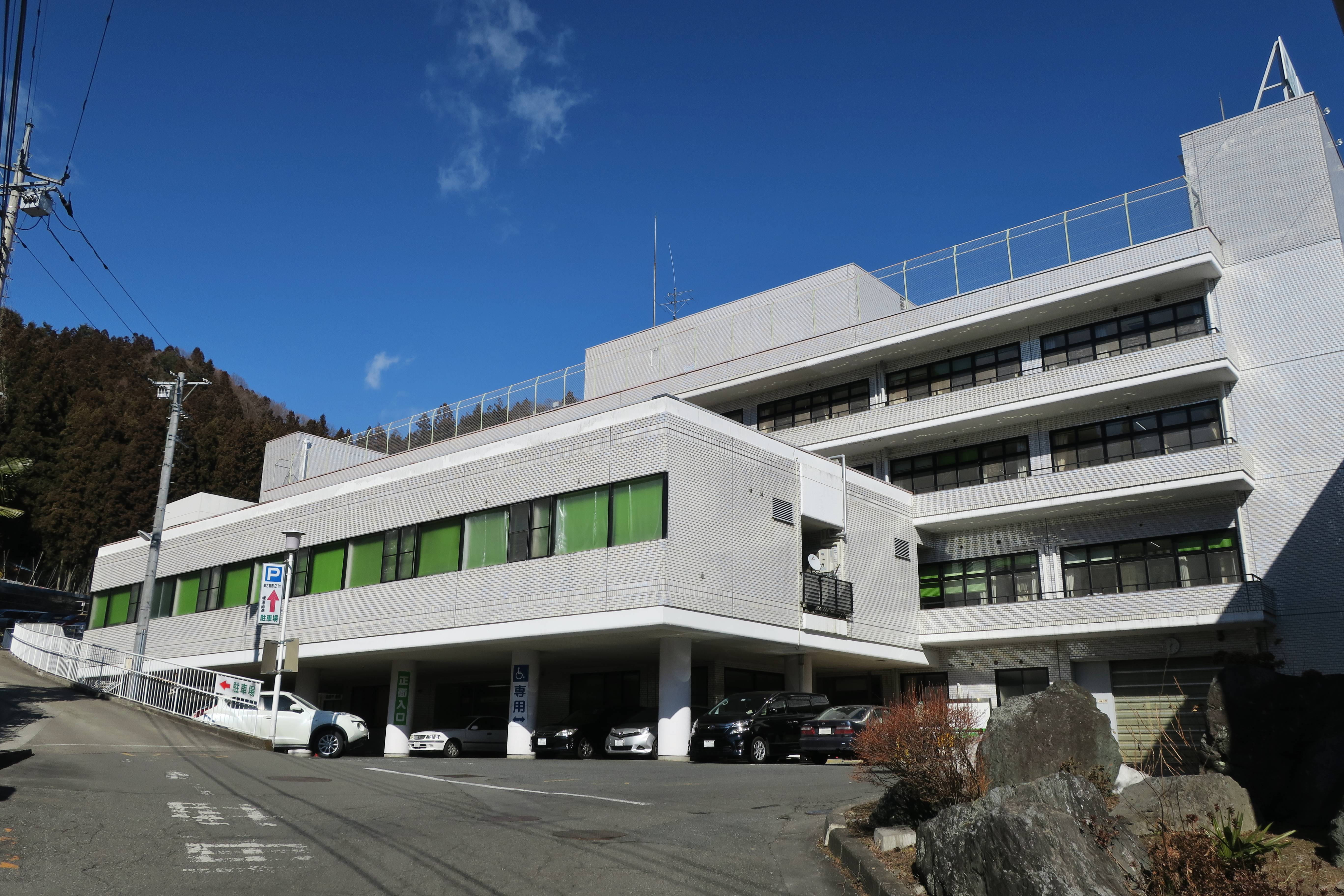
現在の群馬リハビリテーション病院（旧・沢渡病院）

1916年（大正5年）、群馬県吾妻郡坂上村（現・東吾妻町）の出身。出生地は坂上村とも長野県とも。高崎市に移り住み、1934年（昭和9年）旧制高崎中学校（現・群馬県立高崎高等学校）を卒業、1940年（昭和15年）東京医学専門学校卒業。医師免許取得後日本鋼管病院に勤務するが、同年10月軍医として応召。最終階級は陸軍軍医大尉。
1946年（昭和21年）7月に復員、群馬県群馬郡滝川村で内科医として開業。1947年（昭和22年）郡医師会会長、1949年（昭和24年）群馬県医師会理事就任。1950年（昭和25年）高崎市江木町に三条医院を開業。1955年（昭和30年）医学博士号授与。1957年（昭和32年）、日本医師会常任理事に就任。1961年（昭和36年）の医療費引き上げで日本の保険医が休診によるストライキをしたときには事態の収拾に当たった。1962年（昭和37年）に沢渡温泉に群馬県医師会温泉研究所附属沢渡病院（通称・沢渡病院、現・群馬リハビリテーション病院）が開設された際は院長となった。
1962年（昭和37年）、第6回参議院議員通常選挙に自由民主党候補として全国区から立候補して当選、参議院議員となった。1968年（昭和43年）の第8回参議院議員通常選挙では選挙区を群馬県選挙区に移して再選。さらに1974年（昭和49年）の第10回参議院議員通常選挙では選挙区を全国区に再び戻して再選された。
大蔵政務次官、参議院大蔵委員長などを経て1976年（昭和51年）に成立した三木内閣改造内閣で環境庁長官に就任。1980年（昭和55年）、第12回参議院議員通常選挙で再選されたものの、議員在職中の1982年（昭和57年）2月に発病し、同年7月23日、くも膜下出血のため東京都港区の虎の門病院で死去した。66歳没。同月30日、特旨を以て位を七級追陞され、死没日付をもって正七位から従三位勲一等に叙され、瑞宝章を追贈された。哀悼演説は同年8月4日、参議院本会議で藤田進により行われた。
日本医師会常任理事として武見太郎会長体制を支えたが、晩年には対立関係となり、反武見派によって会長候補と目されることもあった。

## 主な役職
- 日本鍼灸師会顧問
- 日本医師会常任理事